# Harald Gustaf Fleetwood
Freiherr Harald Gustaf Fleetwood (* 1879; † 1960) war ein schwedischer Heraldiker und der letzte Reichsherold, oder entsprechend der schwedischen Bezeichnung, Riksheraldiker.

## Leben
Zu Beginn seiner Laufbahn schloss er eine Offiziersausbildung erfolgreich ab. Es folgte ein Studium der historischen Hilfswissenschaften. Sein besonderes Interesse galt der Siegelkunde und es folgten später Bücher (1936; 1951) über die mittelalterlichen Königs- und Bischofssiegel. Er arbeitete am Museum von Lund. Ab 1910 war er in Stockholm als Sekretär im Reichsheroldsamt beschäftigt. Es folgte eine Anstellung im Reichsarchiv ab 1915. Ein Jahr vorher trat er bereits in den Dienst eines Zeremonienmeisters. In der Ernennung 1931 zum Riksheraldiker sah er die Erfüllung seiner Lebensaufgabe. Er folgte damit dem zuvor amtierten Grafen Adam Ludvig Carl Lewenhaupt, der seit 1903 das Amt innehatte. Es wurde seit 1809 fünfmal vor Fleetwood besetzt. In dieser Position schuf er die zehnbändige Ausgabe „Meddelanden fran Riksheraldikerämbete“. Es war eine Arbeit in den Jahren 1933 bis 1945. Im Jahr 1941 gründete er zusammen mit Freunden die Heraldische Gesellschaft in Stockholm und war auch deren Vorstand.
Arbeiten über die schwedische Krone (1943), Staat- und Städtewappen (1932), aber auch über die königlichen Siegel (1936) und dem Drei-Kronen-Wappen (1939), sowie über die mittelalterlichen Bischofssiegel (1951) bilden einen reichhaltigen Nachlass.
Am 1. Juli 1953 ging er in den Ruhestand und das Amt des Reichsheroldes wurde nicht mehr besetzt.

## Werke
- Meddelanden fran Riksheraldikerämbete. 1933–1945
- Handbook of American Heraldik. Stockholm 1917
- Handbuch „Schwedische Heraldik“. 1917